# جيفرسون لاكريدا
جيفرسون لاكريدا هو راكب الكنو برازيلي، ولد في 28 يناير 1962.

## وصلات خارجية
- جيفرسون لاكريدا على موقع أوليمبيديا (الإنجليزية)